# 土庫曼斯坦的庫爾德人
土庫曼斯坦的庫爾德人，是指生活在土庫曼斯坦有庫爾德人血統的人，人口6,097-50000，多生活在阿什哈巴德。在17世紀和18世紀阿拔斯一世與納迪爾沙阿也曾安置庫爾德人在伊朗與希瓦汗國邊界。多數庫爾德人也是在19世紀來到土庫曼斯坦，原因是失去土地和逃避饑荒。
在蘇聯紅色庫爾德斯坦解體後，斯大林在1937和1944年兩次把高加索地區的庫爾德人發配到土庫曼斯坦。在1980年代，庫爾德人開始反政府同化政策。在蘇聯時代他們有自己的報章和學校，但獨立後總統尼亞佐夫關閉所有非土庫曼人學校。
大多數土庫曼斯坦庫爾德人是遜尼派穆斯林，少數是什葉派，其他信仰基督教和雅茲迪的庫爾德人則不獲宗教自由。